# Nazionale femminile di pallacanestro della Repubblica Centrafricana
La nazionale di pallacanestro femminile della Repubblica Centrafricana è la rappresentativa cestistica della Repubblica Centrafricana ed è posta sotto l'egida della Fédération Centrafricaine de Basketball.

## Piazzamenti

### Campionati africani
- 1966 -  3°
- 1974 - 6°
- 1977 - 9°
- 2017 - 12°

## Formazioni
Campionato africano femminile di pallacanestro 20174 Kalene, 5 Koumba, 6 Eyene, 7 M'Baye, 8 Kossi, 9 Yamalet, 10 Yagba, 11 Gaombalet, 12 Guegbelet, 13 Derebona-Ngaisset, 14 Djel, 15 Ngbonga,        All. Wilfried Gbongo